# 68º Corpo d'armata (Russia)
Il 68º Corpo d'armata delle guardie (in russo 68-й гвардейский армейский корпус?, 68-j gvardejskij armejskij korpus) è un corpo d'armata delle Forze terrestri russe, facente parte del Distretto militare orientale e con base a Južno-Sachalinsk.

## Storia
Il 68º Corpo d'armata è stato formato l'11 ottobre 1993 dalla riorganizzazione della 51ª Armata combinata. Nel 1997 comprendeva la 33ª Divisione fucilieri motorizzata a Chomutovo, la 18ª Divisione artiglieria mitragliera a Gorjačie Ključi e la 31ª Brigata missilistica contraerea a Južno-Sachalinsk, sciolta nel 2002. Nel 2009 la 33ª Divisione è stata ridimensionata al rango di brigata, e l'anno successivo il corpo è stato sciolto.
Nell'aprile 2014 il corpo d'armata è stato ricostituito sulla base delle unità di stanza a Sachalin e nelle Isole Curili, e posto sotto il comando del maggior generale Valerij Asapov. Nel luglio 2015 Asapov è stato trasferito nel Distretto militare meridionale, dove ha preso parte alla guerra del Donbass come comandante del 1º Corpo d'armata dell'autoproclamata Repubblica Popolare di Doneck con il nome in codice "Primakov". Nel settembre 2017 è morto in combattimento durante l'intervento russo nella guerra civile siriana, e nel 2018 gli è stato dedicato un monumento presso il quartier generale del corpo.
A partire dal 2022 le unità del 68º Corpo d'armata hanno preso parte all'invasione russa dell'Ucraina, venendo inizialmente schierate in Bielorussia ed entrando in seguito in territorio ucraino, partecipando attivamente ai combattimenti. Per ripianare le perdite subite nel corso del conflitto il corpo è stato rinforzato dal 1472º Reggimento fucilieri motorizzato (unità militare 95490), formato nell'autunno del 2022 con personale mobilitato proveniente dal Territorio di Chabarovsk, dalla Jacuzia e dalla Transbajkalia. Nel 2024 il reggimento ha preso parte alla dura battaglia per il villaggio di Novomychajlivka, venendo insignito del titolo di unità delle guardie il 14 giugno. Durante l'estate del 2024 il corpo ha inoltre integrato il 453º Reggimento corazzato (unità militare 31824), costituito nel 2023 e impiegato durante la battaglia di Vuhledar. A settembre l'unità è stata riorganizzata nel 656º Reggimento fucilieri motorizzato (unità militare 43045) e schierata nell'oblast' di Kursk per contrastare l'offensiva ucraina in territorio russo. Il 16 aprile 2025 il corpo è stato promosso a unità delle guardie per decreto del Presidente della Federazione Russa.

## Ordine di battaglia
- 18ª Divisione artiglieria mitragliera (unità militare 05812)[15]
  -  46º Reggimento artiglieria mitragliera (unità militare 71435)
  - 49º Reggimento artiglieria mitragliera (unità militare 71436)
- 39ª Brigata fucilieri motorizzata delle guardie (unità militare 35390)
- 312º Battaglione artiglieria lanciarazzi
- 37º Battaglione comunicazioni
- 137º Battaglione comando
- 327º Battaglione guerra elettronica
- 676º Battaglione genio
- 1336º Centro di comando e controllo
- 431º Posto di comando difesa aerea

## Comandanti
- Tenente generale Valerij Asapov (gennaio 2014 - luglio 2015)[16]
- Maggior generale Aleksandr Perjazev (luglio 2015 - febbraio 2017)[17]
- Tenente generale Dmitrij Glušenkov (febbraio 2017 - 20??)[18]
- Tenente generale Vitalij Podlesnyj (20?? - luglio 2024)[19]
- Maggior generale Sergej Pelipaj (2024 - in carica)[20]